# Takrolimus
Takrolimus – organiczny związek chemiczny, lek z grupy inhibitorów kalcyneuryny, makrolidów o działaniu immunosupresyjnym o nie do końca wyjaśnionym mechanizmie działania. Takrolimus wiąże się ze specyficzną cytoplazmatyczną immunofiliną (FKBP12) i hamuje zależne od wapnia kaskady przenoszenia sygnałów w limfocytach T, zapobiegając w ten sposób transkrypcji i syntezie interleukin: IL-2, IL-3, IL-4, IL-5 i innych cytokin, takich jak GM-CSF, TNF-α i IFN-γ. Takrolimus hamuje także uwalnianie mediatorów zapalenia z komórek tucznych skóry, bazofili i eozynofili. Takrolimus, wcześniej określany skrótem FK-506, został wyizolowany po raz pierwszy w 1984 roku z bakterii Streptomyces tsukubaensis pozyskanych z próbki ziemi znalezionej w północnej Japonii.

## Wskazania
- Leczenie immunosupresyjne pacjentów z allogenicznym przeszczepem wątroby, nerek lub serca w mono- lub politerapii.
- Leczenie atopowego zapalenia skóry.

## Przeciwwskazania
- nadwrażliwość na takrolimus
- nadwrażliwość na makrolidy
- ciąża i okres karmienia piersią.

Szczególną ostrożność należy zachować u pacjentów z:
- chorobami serca
- nadciśnieniem tętniczym
- zaburzeniami czynności nerek lub wątroby
- w trakcie leczenia kortykosteroidami
- przy współistnieniu infekcji
- przy obrzękach

## Działania niepożądane
- drżenia
- bóle głowy
- zakażenia
- zaburzenia czynności nerek
- nadciśnienie tętnicze
- Hiperkaliemia
- hiperglikemia
- podwyższenie poziomu leukocytów lub leukopenia
- zaburzenia czynności OUN
  - depresja
  - neuropatia
  - wzmożona nerwowość
- zaburzenia ze strony przewodu pokarmowego
  - zapalenie dróg żółciowych
  - wymioty
  - żółtaczka
- układu oddechowego
  - duszność
  - niedodma
- układu krążenia
  - dusznica bolesna
  - tachykardia
  - wysięk w osierdziu
- objawy skórne
  - łysienie
  - świąd skóry
  - nadwrażliwość na światło
  - nadmierne pocenie

## Interakcje
Nie stosować łącznie z:
- preparatami potasu i lekami moczopędnymi oszczędzającymi potas
- cyklosporyna A
- leki metabolizowane w wątrobie przy udziale izoenzymu CYP3A4 cytochromu P450.

## Dawkowanie
Stosuje się doustnie lub dożylnie, a w przypadku atopowego zapalenia skóry miejscowo na okolicę zmian skórnych.

## Dostępne preparaty
- Dermitopic (maść)
- Protopic (maść)
- Prograf (kapsułki i ampułki do wlewów dożylnych)
- Advagraf (kapsułki o przedłużonym uwalnianiu)
- Envarsus (kapsułki o przedłużonym uwalnianiu)